# Paradinome ~Koi ni Mi wo Yudanete~
Albums de Kaori Iida
Osavurio ~Ai wa Matte Kurenai~
(2003) Avenir ~Mirai~
(2004)
 Paradinome ~Koi ni Mi wo Yudanete~  (パラディノメ ~恋に身をゆだねて~), est le deuxième album en solo de Kaori Iida, sorti en 2003.

## Présentation
L'album sort le 22 octobre 2003 au Japon sous le label Chichūkai, six mois seulement après le précédent album de la chanteuse, Osavurio ~Ai wa Matte Kurenai~, et alors qu'elle est encore membre et leader du groupe Morning Musume. Il atteint la 64e place du classemement de l'oricon, et reste classé pendant deux semaines. 
Sa pochette est illustrée par une peinture de la chanteuse. Comme l'album précédent, il ne contient aucun titre sorti en single, et est entièrement composé de reprises d'anciennes chansons grecques, françaises et italiennes, ré-interprétées dans leurs langues originales bien que leurs titres soient adaptés en japonais.

## Liste des titres
1. Paradinome ~Koi ni Mi wo Yudanete~  (パラディノメ ~恋に身をゆだねて~?) (reprise de Παραδινομαι par Haris Alexiou)
2. Lila no Kisetsu  (リラの季節?) (reprise de Un jour, un enfant par Frida Boccara)
3. Aux, Champs Elysees  (オー・シャンゼリゼ?) (reprise de Les Champs-Élysées par Joe Dassin)
4. Aa, Jinsei  (ああ、人生?) (reprise de Αχ! Η ζωή (Ah! I Zoi) par Konstantina)
5. Marine-Blue no Hitomi  (マリン・ブルーの瞳?) (reprise de Pull Marine par Isabelle Adjani)
6. Sora  (空?) (reprise de Cielo par Little Peggy March)
7. Suna ni Kieta Namida  (砂に消えた涙?) (reprise de Un Buco Nella Sabbia par Mina)
8. Wasure Sarareta Michi  (忘れ去られた道?) (reprise de Δρόμοι λησμονημένοι (Dromi Lismonimeni) par Haris Alexiou)
9. Yume Miru Omoi  (夢見る想い?) (reprise de Non ho l'età per amarti par Gigliola Cinquetti)
10. Jasmine  (ジャスミン?) (chanson traditionnelle chypriote)